# Jim Byrnes
James Thomas Byrnes, född 22 september 1948 i St. Louis, i USA. Sedan mitten av 1970-talet bor han i Vancouver, British Columbia, Kanada. Han är bluesmusiker, gitarrist, och skådespelare. Den 26 februari 1972 råkade han ut för en bilolycka och båda benen amputerades ovanför knäna. 

## Filmkarriär
På dagen femton år efter olyckan började han synas i TV-serien Wiseguy som livvakten Daniel Benjamin Burroughs. Det var hans första större roll och den varade till 1990. Senare var han med i TV-serien Highlander där han spelade rollen som Joe Dawson , en medlem av ett hemligt sällskap känt som "Watchers". Jim var också med i spin-off filmerna, Highlander: Endgame (2000) och Highlander: The Source. Han gjorde även två av rösterna i den engelska versionen av den animerade Highlander: The Search for Vengeance. Han har även varit med som gästskådespelare i många TV-serier bland annat;i miniserien Taken, Twilight Zone och Higher Ground. Som röstskådespelare bland annat i; Beast Wars: Transformers, Beast Machines: Transformers, Shadow Raiders, Stargate Infinity, X-Men: Evolution och The Adventures of Sonic the Hedgehog.
1998 hade han en egen TV-show som kallades The Jim Byrnes Show.

## Musikkarriär
Som musiker har Byrnes vunnit Juno Award för Blues Album of the Year, första gången 1996 för That River och 2007 för House of Refuge. Han har även fått utmärkelsen Male Vocalist of the Year av Toronto Blues Society's Maple Blues Awards i januari 2007.

## Filmografi – i urval

### Filmer
- Out of the Blue (1980) - som Jim Byrne - Party Sångare
- Harmony Cats (1993) - Frank Hay
- Suspicious Agenda (1994) - Lt. Rayburn
- Whale Music (1994) - Dewey Moore
- Dream Man (1995) - Lt. Jim 'The Loot' Garrity
- Drive, She Said (1997) - Dr. Glen Green
- Highlander: Endgame (2000) – Joe Dawson
- My Boss's Daughter (2003) – George
- Fetching Cody (2005) - Harvey
- Highlander: The Source (2007) – Joe Dawson
- Heart of a Dragon (2008) - Ivan

### TV-serier
- Wiseguy (1987–1990) - Daniel Benjamin Burroughs (32 avsnitt)
- Neon Rider (1991–1994) – Kevin (12 avsnitt)
- Highlander (1993–1998) - Joe Dawson (88 avsnitt)
- Shadow Raiders (1998) - Grand Vizier (3 avsnitt)
- Highlander: The Raven (1999) Joe Dawson (2 avsnitt)
- The Net (1998–1999) - Mr. Olivier (9 avsnitt)
- Jake 2.0 (2003) - Chief Director Skerritt (3 avsnitt)
- Da Vinci's City Hall (2005–2006) - Councillor Eddie Banks (2 avsnitt)
- Sanctuary (2007–2008) - Gregory Magnus (2 avsnitt)

## Diskografi
- Burning (1981) Polydor (vinyl)
- I Turned My Nights Into Days (1987) Stony Plain Records (vinyl)
- That River (1995) Stony Plain (Återutgiven på Band Together, 1997 med låtarna ommixade och i en annan ordning)
- Burning/I Turned My Nights Into Days (1998) Stony Plain
- Love Is A Gamble (2001) One Coyote Music (Limited pre-release)
- Fresh Horses (2004) Black Hen Music
- House of Refuge (2006) Black Hen Music